# Ghiacciaio Sledgers
Il ghiacciaio Sledgers è un ghiacciaio situato sulla costa di Oates, nella regione nord-occidentale della Dipendenza di Ross, in Antartide. In particolare, il ghiacciaio, il cui punto più alto si trova a circa 1600 m s.l.m., ha origine dal versante nord-occidentale del passo Husky, nei monti Bowers, e da qui fluisce dapprima verso nord-ovest, lungo il fianco orientale della dorsale Lanterman, per poi virare verso ovest e scorrere tra l'estremità settentrionale della suddetta dorsale e quella meridionale della dorsale degli Esploratori, fino a unire il proprio flusso, a cui lungo il percorso si uniscono quelli di diversi suoi tributari, tra cui il ghiacciaio MacKinnon, a quello del ghiacciaio Rennick.

## Storia
Il ghiacciaio Sledgers è stato così battezzato dal reparto settentrionale della Spedizione neozelandese di ricognizione geologica in Antartide svolta nel 1963-64, in onore di tutti coloro i quali hanno condotto slitte (in inglese: "sledgers") nelle perigliose aree antartiche.